# New York Observer
O New York Observer é um jornal semanal publicado pela primeira vez em Nova Iorque em 22 de Setembro de 1987 por Arthur L. Carter, um muito bem sucedido ex-banqueiro de investimento com interesses de publicação. O Observer centra-se na cultura da cidade, imobiliário, a mídia, a política e as indústrias de entretenimento e de publicação. Desde Julho de 2006, o jornal é da propriedade e publicado por Jared Kushner.
Publicado toda quarta-feira, a equipa editorial do jornal é liderada por Elizabeth Spiers com outros escritores e editores, incluindo Rex Reed, Una LaMarche, Brian Gallagher, Siegel Lee, Matt Chaban, Dan Duray, David Freedlander, Nate Freeman, Drew Grant, Adrianne Jeffries, Elise Knutsen, Megan McCarthy, Michael Miller, Ben Popper, Kat Stoeffel, Nitasha Tiku, Hunter Walker e Emily Witt. Aaron Gell é editor-executivo.